# NHKエンタープライズ
株式会社NHKエンタープライズ（エヌエイチケーエンタープライズ、英: NHK ENTERPRISES, INC.）は、日本放送協会の放送番組制作会社。略称、NEP（ネップ）。
日本放送協会の番組制作の元請けや、番組の版権管理・映画製作・テレビアニメ制作・インターネットコンテンツの制作を行っている。「冬のソナタ」「宮廷女官チャングムの誓い」「北京バイオリン」「イ・サン」「春のワルツ」など海外輸入ドラマに強みを持ち、映像ソフト販売も行っている。

## 概要
1985年に「NHKエンタープライズ」（登記上初代）として設立。1995年に「NHKクリエイティブ」（1989年設立）と合併し「NHKエンタープライズ21」（正式には「NHKエンタープライズ二十一」）（エヌエイチケーエンタープライズにじゅういち）となる。
2005年4月1日にNHKソフトウェア（NHK制作番組のビデオソフト販売会社）と合併し再び「NHKエンタープライズ」（登記上2代目）となった。さらに、2013年7月1日にNHKエンタープライズの関連会社である「総合ビジョン」を吸収合併した。登記上の本店とは別に、通称渋谷本社が実質的な本社機能を担っている。渋谷本社は、東京都渋谷区神山町5番20号に所在している。
NHK経営改革の一環として2020年4月1日に地域情報番組の制作・地域放送局のイベント支援を専門としていたNHKプラネットを吸収合併した。これまで同社が行っていた事業は、NHKエンタープライズの地域支社として継続する。
さらにNHKの関連団体改革の一環として、2022年12月1日付けで、中間持株会社「NHKメディアホールディングス」を設立し経営統合。その傘下団体として運営する。

### 各地域支社
放送番組制作にあたってはクレジットで「NHKエンタープライズ〇〇（地域名）」と表記されている。
- 北海道支社（元母体〈以下同文〉[注 3]：NHK北海道ビジョン） - 札幌市中央区北1条西9丁目1-5 NHK札幌放送局5F
- 東北支社（NHK東北プランニング） - 仙台市青葉区本町2-9-7 仙台YFビル 8F
- 中部支社（NHK中部ブレーンズ） - 名古屋市東区東桜1-13-3 NHK名古屋放送センタービル 10F
- 近畿総支社（NHKきんきメディアプラン） - 大阪市中央区谷町3-1-18 NS21ビル 5F
- 中国支社（NHKちゅうごくソフトプラン） - 広島市中区大手町2-11-10 NHK広島放送センタービル 11F
- 四国支社（NHKきんきメディアプラン四国支社） - 松山市堀之内5 NHK松山放送局 4F
- 九州支社（NHK九州メディス） - 福岡市中央区六本松1-1-10 NHK福岡放送センタービル 5F
- 日本国外法人として、NHKコスモメディアアメリカ、NHKコスモメディアヨーロッパ、NPSバンコク（東南アジア地域担当）[注 4]がある。

## 企業体質
NHK関連会社の多くと株式の持ち合いを行っている。またNHKからの出向者が多い。株式会社NHKエンタープライズ「第26期報告書 事業報告・計算書類（以下、第26期報告書）」によると、平成26年度は正規従業員497人中、NHK等からの出向者は113人（転籍・嘱託社員数は非公表）であり、正規従業員の平均年齢は49歳4か月となっている。
役員の大半はNHKの元幹部・元理事で、NHK本体及び関連組織出身者で固められている。

## 経営財務状況
「第26期報告書」によれば、総資産約261億円のうち約152億6千万円が利益剰余金となっている。利益剰余金は「現金及び預金」約81億7千万円、「投資その他資産」約35億6千万円などの形で保有されている。残りは運転資金などに当てられているが、流動比率（流動資産/流動負債×100）は357％と高く、実質的にほぼ完全な無借金経営である。
「第26期報告書」によれば、資本金12億5千万円に対して、2012年に約5億9千万円が配当に当てられており、配当率は47％となっている。

## 主な制作番組

### ラジオ
- おしゃべりクイズ疑問の館
- 歌の散歩道
- サタデーホットリクエスト
- オーケストラの夕べ

### テレビ

#### 情報・文化・教養番組
- ザ少年倶楽部
- NHKアーカイブス
- ハイビジョン特集・ハイビジョンスペシャル
  - 関口知宏の中国鉄道大紀行 〜最長片道ルート36000kmをゆく〜
  - プラネットアース
- アインシュタインの眼
- 課外授業 ようこそ先輩
- 映像の世紀 バタフライエフェクト（不定期）
- COOL JAPAN〜発掘!かっこいいニッポン〜
- 今夜は恋人気分 〜とっておき夫婦物語〜
- ザ☆ネットスター!
- シリーズ世界遺産100
- 週刊ブックレビュー
- 新日本紀行ふたたび 〜NHKアーカイブス〜 - 制作協力
- 素敵にガーデニングライフ
- 探検ロマン世界遺産
- 地球アゴラ
- ドキュメント にっぽんの現場
- 熱中時間 忙中"趣味"あり
- 日本の話芸
- 爆笑問題のニッポンの教養
- 日めくりタイムトラベル
- 100年インタビュー
- 毎日モーツァルト
- マンガノゲンバ
- 迷宮美術館
- ゆるやかナビゲーション ゆるナビ
- わたしはあきらめない
- クイズモンスター
- 生物彗星WoO
- 公園通りで会いましょう
- 三枝一座がやってきた!
- シブヤらいぶ館
- BS永遠の音楽大全集
- スタジオパークからこんにちは
- 麻里子さまのおりこうさま!
- 青山ワンセグ開発
- AKB48 SHOW!
- 爆笑オンエアバトル
- 鉄オタ選手権 関東編

#### 自然・科学番組
- ダーウィンが来た! 〜生きもの新伝説〜
- DeepTV.art - 制作協力

#### ドラマ・時代劇
- NHK正月時代劇
- NHK夜の連続ドラマ
- 大河ドラマ
  - 信長 KING OF ZIPANGU
  - 琉球の風
  - 炎立つ
  - 花の乱
- ふたり
- ドラマ愛の詩
- おシャシャのシャン!
- 海峡 - 2007年放送のもの
- 風の果て
- コメディーお江戸でござる
- コメディー道中でござる

##### 海外ドラマ（日本語版制作）
- ER緊急救命室
- WITHOUT A TRACE/FBI 失踪者を追え!
- 宮廷女官チャングムの誓い
- 恐竜家族
- ザ・ホスピタル
- 春のワルツ
- 北京バイオリン
- ミステリー・グースバンプス
- モンク

#### 子供番組
- おかあさんといっしょ
- 天才てれびくんシリーズ
- いないいないばあっ!
- みいつけた!
- ざわざわ森のがんこちゃん
- うっかりペネロペ
- こどもにんぎょう劇場
- ニャッキ!
- ひょっこりひょうたん島 - リメイク版
- なぜ? どうして? がおがおぶーっ!

#### アニメーション番組
以下の項目は五十音順で列挙・記載する。
- アーヤと魔女
- 赤ちゃん本部長
- エレメントハンター
- おじゃる丸
- 忍たま乱太郎
- おさるのジョージ (テレビアニメ)
- おしりたんてい
- カスミン
- 学園戦記ムリョウ
- カードキャプターさくら
- キボウノチカラ〜オトナプリキュア'23〜 ※製作委員会参加
- 青のオーケストラ
- 境界のRINNE
- 銀河へキックオフ!!
- クラシカロイド
- 獣の奏者 エリン
- しばわんこの和のこころ
- シルクロード少年 ユート
- スキマの国のポルタ
- ツバサ・クロニクル
- 電脳コイル
- 幕末のスパシーボ ※マジックバスと共同制作
- ヒヲウ戦記
- ふしぎの海のナディア
- 不滅のあなたへ
- プラネテス
- プリンセスナイン
- ブレーカーズ
- 舞妓さんちのまかないさん
- 魔入りました!入間くん
- MAJOR（全シリーズ）
- モリゾーとキッコロ
- 龍の歯医者

## イベント運営
- アイデア対決・全国高等専門学校ロボットコンテスト・NHK大学ロボコン
- 東京JAZZ

## PR映像の受託制作
- 海ほたる映像水族館
- 横川ダム広報施設
- 東京ガス環境エネルギー館

など

## 映像ソフト販売

### NHK放映作品
NHKサービスセンター→NHKソフトウェア時代より、殆どのNHK放映作品の制作・発売元となっている。1990年代前半まではビデオ制作にあたり鎌倉スーパーステーション（後のケイエスエス→Softgarage（JSDSS））が関与するタイトルが多かった。その為、1993年頃まで自社販売タイトルには「ビジュアルブック（NHK VOOKロゴ）」というレーベル名称を使用していた。
販売はタイトルのジャンルやNHK以外の共同製作者によって、レコード会社（おかあさんといっしょ等の教育番組・NHKアニメ・2000年代のテレビドラマ系統（バップ・エイベックス・バップ等）、映像・ビデオソフト制作会社（クロックワークス・アミューズソフトなど）に委託させるものと、NEPが自前で担うもの（主にNHKスペシャルなどドキュメンタリー番組・趣味教養番組・旧作ドラマ・NHKアーカイブス系統）に振り分けられている。
一部の商品はNHKサービスセンター（後のNHK財団）が発行元・発売元となる場合もある。

#### 海外ドラマ
- ザ・ホスピタル
- 春のワルツ
- 冬のソナタ
- 宮廷女官チャングムの誓い
- 北京バイオリン
- ファン・ジニ
- イ・サン

### その他
- 学生向け教材ビデオ

## デジタルコンテンツ制作
- NHK eカタログ - NHKグループ各社と共同運営のインターネット通信販売
- NHKおかあさんといっしょ - 携帯電話専用サイト
- NHKケータイ - 携帯電話専用サイト
- NHKストリート - 携帯電話専用サイト
- NHKグループ各社のウェブサイト制作
- NHKの番組連動サイト
- NHKワンセグの連動データ放送

## 映画
劇場用映画の制作プロダクション業務および製作委員会方式への参加。通常、民間企業でないと製作委員会には参加出来ず、公共放送（特殊法人）となるNHK本体（日本放送協会）は民間企業に当てはまらない関係で参加出来ないため、広告代理事業を持ち、民間企業扱いとなる当社が代わりに参加している。
実写ドラマ
- クライシス2050（1990年）
- ふたり（1991年）
- ダーククリスタル（1992年）
- すずらん 少女萌の物語（2000年）
- Laundry（2002年）
- ハゲタカ（2009年）
- その街のこども（2010年）
- セカンドバージン（2011年）
- サラリーマンNEO 劇場版（笑）（2011年）
- 外事警察 その男に騙されるな（2012年）
- ショウタイムセブン（2025年）

ドキュメンタリー映画
- DOCUMENTARY of AKB48 to be continued 10年後、少女たちは今の自分に何を思うのだろう?（2011年）ドキュメンタリー映画
- WE ARE Perfume -WORLD TOUR 3rd DOCUMENT（2015年）ドキュメンタリー映画
- NO SMOKING（2019年）ドキュメンタリー映画

アニメーション映画
- ドラえもん のび太のねじ巻き都市冒険記（1997年）※CGルーム
- 映画おじゃる丸 約束の夏 おじゃるとせみら（2000年）
- 劇場版ポケットモンスター 結晶塔の帝王 ENTEI （2000年）
- 劇場版ポケットモンスター セレビィ 時を超えた遭遇（2001年）
- 劇場版ポケットモンスター 水の都の護神 ラティアスとラティオス（2002年）
- 劇場版ツバサ・クロニクル 鳥カゴの国の姫君（2005年）
- 劇場版MAJOR メジャー 友情の一球（2008年）

## キャラクターライツ
主にNHKの番組に登場したキャラクターの版権管理
- おしりかじり虫
- ゴン太くん - できるかなのキャラクター
- しばわんこの和のこころ
- どーもくん
- ニャッキ!
- ぼくはくま
- ロボットパルタ
- チコちゃんに叱られる!

など

## ショップ運営
主にNHKで放送された番組のセルソフト（VHS・DVD）、サウンドトラックCD、番組関連の書籍・キャラクターグッズ・玩具などを販売している。
- NHKスクエア - インターネット通信販売
- NHKキャラクターショップ[10] - 東京キャラクターストリート店・東京ソラマチ店・軽井沢おもちゃ王国・東条湖おもちゃ王国・おもちゃ王国園内

### 過去の店舗
- NHKビデオショップegg's - 渋谷本店（宇田川町）・川口店（NHKアーカイブス内）・名古屋店（NHK名古屋放送センタービル、日車ゆめステーション内）の3店舗
- NHKキャラクターショップ - 井上百貨店アイシティ21（山形村）・ジェイアール京都伊勢丹（京都市）・高知AVENUE（高知市）・ぴーこっくトリアス久山店（久山町）の4店舗

## ゲームソフト
- ゲームソフトの開発・販売
  - 『おかあさんといっしょ』『NHK大河ドラマ 太平記』（以上、PCエンジン）『カードキャプターさくら さくらちゃんとあそぼ！』（PlayStation 2）
  - 現在は携帯電話アプリを中心にリリースしている。

## その他業務
- 放送された番組の保存・データベース化・アーカイブス事業。
- インターネットコンテンツの制作：『インターネットの夜明け』
- CS放送やCATVへの番組販売
- ワープステーション江戸：茨城県つくばみらい市にあるテーマパーク。2007年4月1日 - 2010年3月31日までの契約で借り入れていたが、2012年4月1日に運営権と共に買収。主に時代劇・ドラマの撮影所として使用。
- NHKオンデマンドの権利処理業務。
- NHK大阪ホールの管理・運営（近畿総支社管轄　従前は合併前の「NHKきんきメディアプラン→NHKプラネット」が管理運営していた）